# Warlords Battlecry
Warlords Battlecry — компьютерная игра в жанре стратегии в реальном времени, разработанная австралийской компанией Strategic Studies Group и выпущенная в 2000 году. Игра является спин-оффом от серии пошаговых Warlords и события её сюжетной кампании происходят в той же вымышленной вселенной. В свою очередь, Warlords Battlecry является первой частью одноименной серии, в которую в настоящий момент входят три игры.

## Игровой процесс

Игровой процесс: штурм города

Warlords Battlecry представляет собой стратегию в реальном времени с ролевыми элементами. Сюжетная кампания состоит из шести глав с разветвлением сюжета на «путь добра» и «путь зла».
В игре девять уникальных рас, каждая из которых характеризуется по категориям «примитивная», «цивилизованная» и «магическая», а также по мировоззрению «хорошая», «нейтральная» и «злая». Каждая раса обладает своими собственными уникальными юнитами и постройками. Некоторые типы юнитов могут быть произведены разными расами.
Некоторые юниты и заклинания могут накладывать определенные «психологические» эффекты на вражеские войска. Например, пролетевший над вражеской армией дракон может вызвать страх у юнитов и часть из них сбежит с поля боя. Помимо этого, в игре также присутствуют эффекты времени суток и погоды, которые оказывают различное положительное или отрицательное воздействие на расы или отдельных юнитов.
В игре присутствуют особые юниты — герои. Они способны получать опыт и расти в уровне. В ходе своего развития герой получает профессию, а затем специальность. Не все профессии доступны для каждой расы и не все специальности подходят для каждой профессии. Каждый герой обладает радиусом влияния вокруг него, который зависит от уровня командования. Дружественные юниты получают положительные эффекты находясь в этом радиусе. Помимо этого, герой способен конвертировать вражеские постройки, находящиеся в его радиусе.
Каждый герой обладает своей свитой. После каждой миссии некоторые юниты вызываются добровольцами в свиту героя. Игрок может поместить их в свободные ячейки для свиты, где они будут находиться пока их не исключат, либо пока они не погибнут в битве.

## Продолжения
Впоследствии вышло два сиквела игры: Warlords Battlecry II (2002) и Warlords Battlecry III (2004). Оба продолжения позаимствовали ролевую систему из игры, а также обилие рас (в третьей игре серии их стало шестнадцать).

## Отзывы
| Сводный рейтинг | Сводный рейтинг |
| Агрегатор       | Оценка          |
| --------------- | --------------- |
| GameRankings    | 78,15 %         |

Игра получила положительные отзывы критиков. На сайте Game Rankings она имеет рейтинг в 78 баллов из 100 возможных. Рейтинг основан на 27 обзорах профессиональных критиков.
Мартин Корда из журнала PC Zone поставил игре 70 баллов из ста. В качестве плюсов игры, Корда отметил превосходную ролевую систему, широкие стратегические возможности, а также верность серии. Из минусов он назвал бедную графику, сомнительный искусственный интеллект, а также тот факт, что игра выглядит бледно на фоне современных на тот момент трехмерных стратегий в реальном времени. Рецензент журнала Computer Gaming World Джейсон Капалка поставил игре четыре звезды из пяти и отметил, что игра сохранила шарм, присущий старым играм серии Warlords. Капалка похвалил игру за разнообразие рас и проработанную систему развития персонажа, но заявил при этом, что устаревшая графика и неудобный интерфейс могут отпугнуть многих игроков.
Рецензент сайта Gamespot Тим Суте поставил игре 8.4 балла из десяти. В своей рецензии он похвалил игру за ролевую систему, графику и мультиплеер. Суте заявил, что снижение акцентирования на сборе ресурсов и фокусировка на развитии героя делают игру уникальной. Дэн Адамс из IGN тоже поставил Warlords Battlecry 8.4 из 10, похвалив разработчиков за новаторские идеи и использование ролевых элементов. Из недостатков он назвал слабый искусственный интеллект.